# Aerosmith
Gli Aerosmith sono un gruppo musicale hard rock statunitense, formatosi a Boston nel 1970.
Oltre ad essere tra gli artisti di maggior successo nella storia del rock, hanno influenzato una parte della musica negli anni settanta e ottanta, e hanno contribuito allo sviluppo di vari generi come l'hard rock e il glam metal. A loro volta gli Aerosmith si rifacevano, per attitudine e sound, a The Yardbirds, The Beatles, Chuck Berry (quest'ultimo ha influenzato Steven Tyler soprattutto per la presenza scenica) e ai The Beach Boys. Inoltre, hanno venduto più di 150 milioni di dischi, di cui oltre 66 milioni nei soli Stati Uniti d'America, e sono anche il gruppo musicale statunitense con il maggior numero di album premiati dalla RIAA.
Gli Aerosmith hanno piazzato ben 27 singoli ai primi 40 posti di numerose classifiche mondiali, nove al numero uno della Mainstream Rock Tracks. Hanno vinto numerosi premi, tra cui quattro Grammy Awards e dieci MTV Video Music Awards; nel 2001 sono stati inseriti nella Rock and Roll Hall of Fame. Per 54 anni, fino ad agosto 2024, hanno suonato dal vivo in tour, guadagnando in media un milione di dollari a esibizione. I loro contributi nei mass media li hanno resi tra le principali figure nella cultura pop., e la rivista Rolling Stone li ha inseriti al 59º posto nella sua lista dei 100 migliori artisti di sempre. Nel 2011 il sito Gibson.com li ha classificati al 2º posto tra le 50 migliori band rock statunitensi.
Il gruppo ha una consolidata base di sostenitori, chiamata Blue Army.

## Storia

### Gli inizi
Nel 1969 Steven Tyler (all'epoca anche soprannominato Tallarico o Tally) suona occasionalmente la batteria nei Chain Reaction. Sono stati la band di apertura per artisti di fama mondiale come The Byrds (al County Center in White Plains,) The Beach Boys (Iona College,) e the Yardbirds (al Staples High School in Connecticut).
Nell'estate del 1969 durante la sua solita vacanza nella località turistica di Sunapee, Steven, oramai senza band, incontra un giovane chitarrista dal nome Joe Perry, il quale lavora in un ristorante locale che Steven frequenta molto spesso, l’Anchorage. Joe invita Steven a vedere il suo gruppo, la Jam band (di cui fa parte anche Tom), esibirsi al club The Barn. Nel memorabile incontro al The Barn, che Steven Tyler ricorda in un'intervista con Haute Living, si innamora del sound della band e decide di formare una band che possa trasmettere la stessa "magia" dei Beatles, dei Rolling Stones, dei Kinks e degli Who.

### Anni 1970, esordio e il successo
Il 6 novembre 1970 gli Aerosmith suonano il loro primo concerto nel Nipmuc Regional High School (ora Miscoe Hill Middle School) della cittadina di Mendon, nel Massachusetts con la prima formazione composta da Steven Tyler (voce), il suo storico amico d'infanzia Ray Tabano (chitarra), Joe Perry (chitarra solista), Tom Hamilton (basso) e Joey Kramer (batteria).
Solo nel 1971 avviene il primo cambio interno, quando Brad Whitford sostituisce Ray Tabano; quest'ultimo resterà comunque vicino alla band, disegnandone anche il logo. Il 24 agosto dello stesso anno Brad suona il suo primo concerto insieme agli Aerosmith al the Savage Beast in Cavendish, Vermont.
Il 13 gennaio 1973 pubblicano il primo album di debutto omonimo, Aerosmith. Sebbene non abbia ottenuto enorme successo commerciale ai tempi della propria pubblicazione, il disco è stato rivalutato molto negli anni a seguire, fino a considerarsi un ottimo esordio per la band, nonché uno tra i primi esempi di hard rock nel territorio degli Stati Uniti d'America. Da segnalare il singolo di lancio, la ballata Dream On. L'esordio è seguito, nel 1974, da Get Your Wings, il cui successo non supera quello del disco precedente. In questo periodo, i membri del gruppo vivono tutti insieme nell'appartamento al 1325 Commonwealth Avenue nella periferia di Boston e provano nei seminterrati di un'Università.

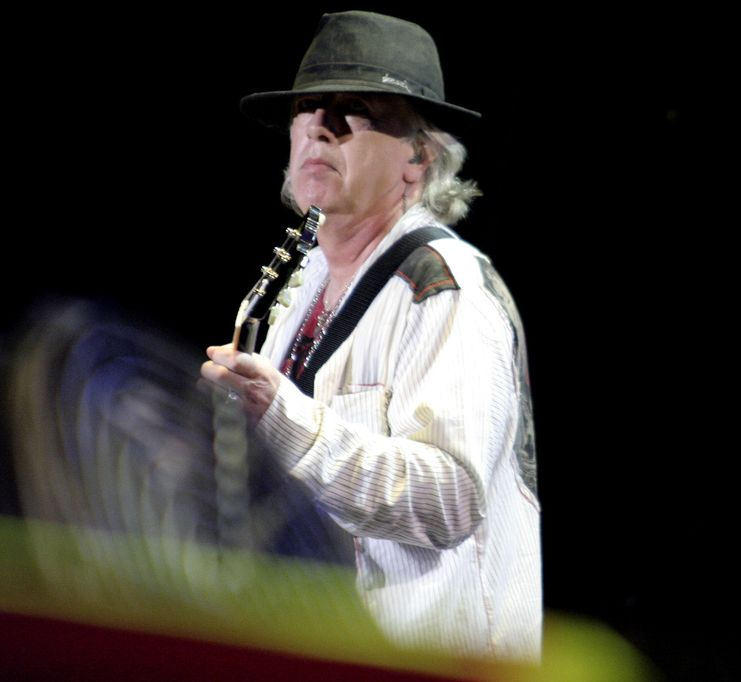
Il chitarrista ritmico Brad Whitford, durante un concerto nel 2007.

Nel 1975 gli Aerosmith "esplodono", anche sotto il profilo commerciale. Infatti, l'uscita di Toys in the Attic (11º posto negli USA), che ad oggi ha venduto circa 8 milioni di copie, porta la band al vero successo. Questo disco, contenente brani diventati poi classici come Sweet Emotion e Walk This Way, è stato il primo che li ha portati a raggiungere la top 20 negli USA. Nel 1976 gli Aerosmith scrivono un'altra pagina della storia della musica Hard Rock, pubblicando Rocks, che arriva al 3º posto della classifica stilata da Billboard. Quest'ultimo album viene considerato, da celebri artisti quali Slash dei Guns N' Roses, uno dei più grandi album di tutti i tempi, nonché grande fonte di ispirazione. Il successo dei due capolavori porta gli Aerosmith al contratto con la Columbia Records, attestandoli tra gli artisti più importanti del tempo. Dopo una tournée in stadi e arene degli States, nel 1977 esce Draw the Line, che sa riproporre brani di buona qualità (tra cui in particolare la title track), ma non è ai livelli dei due precedenti. Nonostante ciò, le vendite raggiungono i 3 milioni di copie negli USA.
Gli Aerosmith tornano in tour, ma iniziano ad apparire sempre più sotto i riflettori della cronaca a causa della droga della quale fanno uso. In particolare, i due front-men del gruppo, Steven Tyler e Joe Perry, si guadagnano una certa "fama" per questo, tanto che vengono denominati "The Toxic Twins" ("i gemelli tossici"). Al termine di un estenuante tour, nell'ottobre 1978 esce il primo live della band: Live! Bootleg. Nel 1979 viene pubblicato Night in the Ruts, sesto album in studio della band, nella cui formazione è ancora presente Joe Perry: in realtà il chitarrista è, a causa di un litigio, lontano dalla band. Ne consegue che buona parte delle registrazioni vengono fatte dal suo sostituto, Jimmy Crespo, e dall'amico compositore della band, Richie Supa. L'album raggiunge il 14º posto negli Stati Uniti.

### Anni 1980 e 1990, la crisi e la svolta sonora

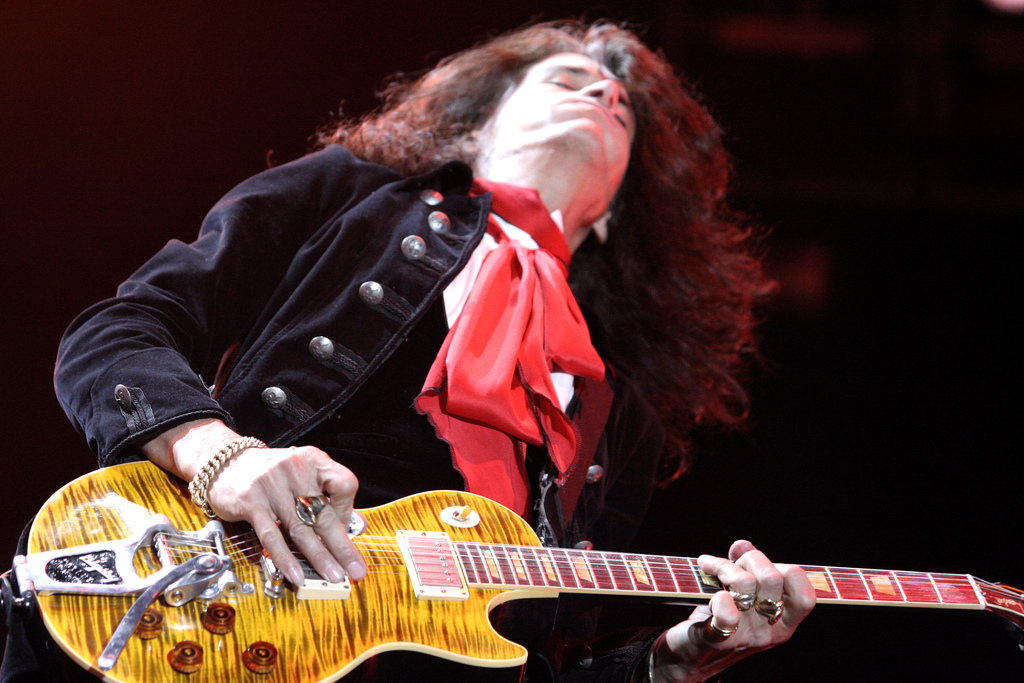
Il chitarrista Joe Perry.

Joe Perry nel frattempo esce con un album solista, Let the Music Do the Talking (marzo 1980) che riscuote un discreto successo. Da solista Joe Perry con il suo Project (The Joe Perry Project è il nome della sua band), sfornerà altri due album nel 1981 e 1983, entrambi meno fortunati dell'esordio. Nell'ottobre del 1980, gli Aerosmith tornano a cavalcare le classifiche: esce il Greatest Hits, che solo negli USA ha venduto più di 11 milioni di copie. Nel 1981 anche Brad Whitford lascia la band per un progetto solista e viene rimpiazzato da Rick Dufay. Dopo varie peripezie nel 1982 esce il settimo album in studio della band, il primo con i due nuovi chitarristi, Rock in a Hard Place, album duro con degli ottimi episodi, ma che comunque non riporta la band ai fasti della metà degli anni settanta sia sotto il profilo di vendite sia sotto il profilo compositivo. Il tour dell'album viene soprattutto ricordato per un collasso sul palco del cantante Steven Tyler.

Il momento negativo della band e i non ottimi risultati dei progetti solisti di Joe Perry e Brad Whitford fanno riavvicinare il nucleo storico della band nel 1984. Il 14 febbraio del 1984 Perry e Whitford, a sorpresa, visitano il resto della band dopo un concerto a Boston, portando a uno storico e magico ricongiungimento. 
(Steven Tyler)
 Presto la band parte in tour con il Back in the Saddle Tour. Nello stesso anno la band lascia la sua etichetta storica, la Columbia, e passa alla Geffen. L'esordio in Geffen non è stato dei migliori, Done with Mirrors non è stato un brutto album, anzi la critica lo elogia, ma il riscontro commerciale non è stato quello previsto. Successivamente la Columbia lancia sul mercato due live della band: Classics Live! I e Classics Live! II (Columbia 1986 e 1987).

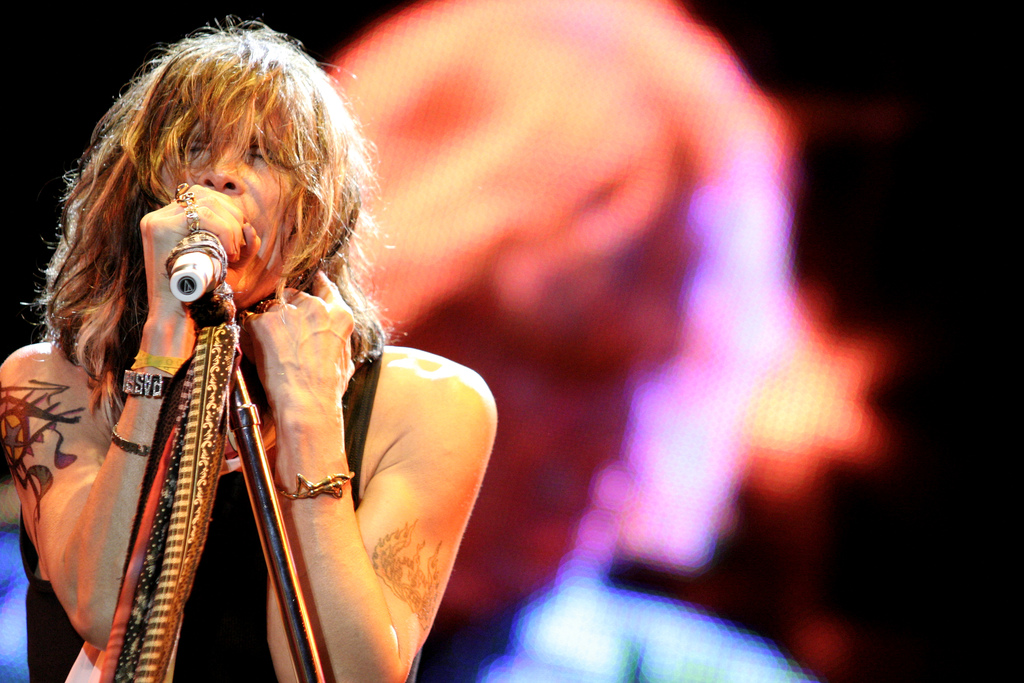
Il cantante Steven Tyler durante un concerto il 13 aprile 2007.

Nel 1986, avviene il definitivo rilancio per la carriera della band: il gruppo rap Run DMC ripropone un classico degli Aerosmith, Walk This Way, riconosciuto come uno dei primi pezzi crossover/rap rock nella storia della musica; alla nuova versione del brano, e al relativo videoclip prodotto (ritenuto, ancora oggi, tra i più importanti mai girati), partecipano anche Tyler e Perry. Tutto questo non fa altro che ridare linfa creativa e nuova visibilità agli Aerosmith, la cui carriera torna nuovamente in ascesa.
La definitiva conferma del nuovo successo del gruppo è data dal loro album successivo, Permanent Vacation del 1987, che vende 5 milioni di copie solo negli USA. Il disco ha il merito di reinventare le sonorita' del gruppo secondo le sonorità pop metal in voga in quel periodo. A Permanent Vacation segue Pump nel 1989, che viene ancora più acclamato, vendendo circa 10 milioni di copie nel mondo e, a detta di diversi fan, risultando ancora oggi l'album migliore prodotto dagli Aerosmith dopo il ritorno di Joe Perry. Durante il tour promozionale dell'album, gli Aerosmith suonano per la prima volta in Italia.
Il successo non si ferma e, nel 1993, esce Get a Grip, che diventa il maggior successo commerciale nella carriera del gruppo con oltre 20 milioni di copie vendute nel mondo. Tale successo è dovuto in particolar modo ad alcuni videoclip di promozione, in cui vengono lanciate le giovanissime ed emergenti Alicia Silverstone e Liv Tyler (figlia di Steven). Nel 1994, a conclusione del contratto tra la band e la Geffen, viene pubblicata la raccolta Big Ones che contiene, appunto, le migliori hits pubblicate dal gruppo sotto tale etichetta più alcuni inediti. Successivamente, infatti, gli Aerosmith ritornano alla Columbia, con la quale pubblicano Nine Lives nel 1997. L'album vede variare il tipico sound del gruppo, riconducendosi a sonorità più moderne e allo stesso tempo orientali, rafforzando la presenza di elementi pop rock, distinguendosi sempre più dai precedenti. Nonostante ciò, anche questo disco riscuote un ottimo successo, tanto che raggiunge la prima posizione della Billboard 200.
Nel 1998, gli Aerosmith partecipano alla colonna sonora del film Armageddon nel quale recita Liv Tyler. La ballata I Don't Want to Miss a Thing, brano principale di tutta la pellicola, sta al primo posto negli USA per 4 settimane, ed è il primo singolo in assoluto della band a raggiungere la vetta della Billboard Hot 100. Nella colonna sonora del film, ci sono altre 3 tracce degli Aerosmith: Sweet Emotion, Come Together, cover dei Beatles, e l'inedita What Kind of Love Are You on.
Nel 1999, gli Aerosmith sono stati scelti per essere presenti nelle montagne russe Rock 'n' Roller Coaster Starring Aerosmith, fornendo la colonna sonora e il tema musicale dell'attrazione sia ai Disney's Hollywood Studios del Walt Disney World Resort che, in precedenza, a Disneyland Paris nel Walt Disney Studios Park, che è stato aperto nel 2002 e chiuso nel 2019, per essere sostituito da un'attrazione a tema Iron Man nel prossimo Avengers Campus.

### Anni 2000 e 2010
Sempre nel 1999 gli Aerosmith vengono nominati per la Rock and Roll Hall of Fame del 2000, ma perdono assieme a Black Sabbath, Solomon Burke, The O'Jays, Queen, Lou Reed e Steely Dan in favore di Eric Clapton, Earth, Wind and Fire, Lovin' Spoonful, The Moonglows, Bonnie Raitt e James Taylor. Nel 2001 vengono introdotti nella Rock and Roll Hall of Fame assieme a Solomon Burke, The Flamingos, Michael Jackson, Queen, Paul Simon, Steely Dan e Richie Valens.
Segue l'album Just Push Play nel 2001, anch'esso sulla scia del precedente Nine Lives, forse con un ulteriore presenza pop rock maggiormente orientata sul commerciale, lasciando perplessi i vecchi sostenitori del gruppo. Neanche la critica accoglie favorevolmente l'album: dove, infatti, Nine Lives presenta comunque diverse incursioni anche sul versante hard rock, in Just Push Play episodi di matrice più "dura" risultano quasi nulli, facendo in un certo senso perdere agli Aerosmith stessi quella vena musicale che li aveva caratterizzati sin dagli esordi. Nonostante ciò, anche Just Push Play si rivela un buon successo commerciale, seppur inferiore ai precedenti. La band attira nuovamente i favori di critica e pubblico nel 2004, con l'uscita di Honkin' on Bobo, un album composto da cover di artisti blues rock degli anni settanta, contrapponendosi quindi al sound pop del precedente lavoro. Proprio questo ritorno alle sonorità classica del gruppo ha riscosso un grande successo tra i fan.

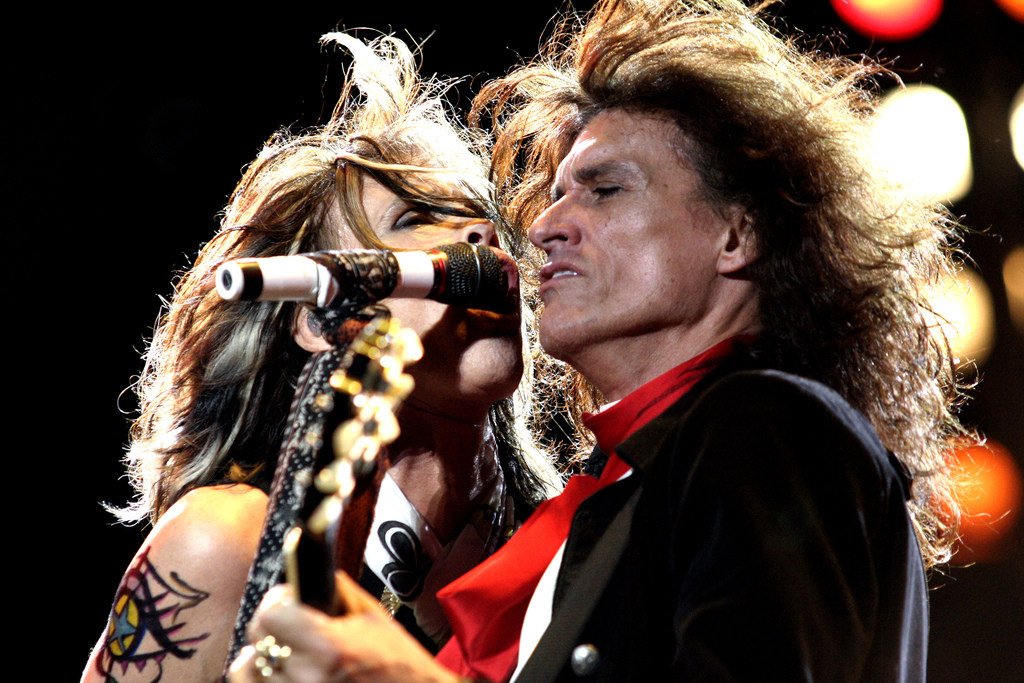
Steven Tyler e Joe Perry in concerto nel 2007.

Il 10 novembre 2009 si è appreso, tramite una dichiarazione di Joe Perry su Twitter, che Steven Tyler avrebbe chiuso definitivamente la sua carriera con gli Aerosmith, incutendo dunque timore nei loro fan. A detta di Perry stesso, Tyler avrebbe avuto intenzione di fondare un proprio nome, legato alla sua figura. Questa notizia è stata subito smentita da Tyler stesso durante un'apparizione in uno show televisivo, rasserenando i fan. Risolte le divergenze tra i due, nell'estate del 2010, la band è ripartita con un nuovo tour mondiale che li ha visti protagonisti in America Latina, dove hanno registrato il tutto esaurito in molte date riempiendo interi stadi, e in Europa. Infine, hanno concluso il tour con una serie di concerti negli Stati Uniti in agosto e in Canada in settembre..
Dopo diversi anni, la band è tornata al lavoro per la pubblicazione di un nuovo album in studio che sarà, come definito dal batterista Joey Kramer, in pieno stile "old school". Al riguardo si è espresso anche il bassista Tom Hamilton, che ha detto:
Dalla primavera del 2011 Steven Tyler affianca Jennifer Lopez e Randy Jackson nella giuria del talent show American Idol. Il 3 maggio il cantante ha inoltre pubblicato la sua autobiografia, Does the Noise in my Head Bother You?, una raccolta di memorie e racconti dei molteplici aspetti della sua vita. Pochi giorni dopo, è stato reso disponibile per il download digitale il suo primo singolo da solista, (It) Feels So Good, che ha raggiunto la posizione numero 9 nella classifica iTunes. La band successivamente inizia a lavorare al quindicesimo album in studio, affiancati dal produttore Jack Douglas.
Gli impegni di Tyler, dovuti alla sua partecipazione ad American Idol, hanno fatto slittare la data di uscita dell'album. Nell'estate 2011 sono cominciate le registrazioni in studio. Secondo quanto affermava il produttore, Jack Douglas, il nuovo album di inediti sarebbe dovuto uscire a maggio 2012, quando invece verrà pubblicato il 6 novembre 2012.
Il 23 maggio 2012, in occasione della puntata finale di American Idol, gli Aerosmith si sono esibiti con il primo singolo estratto dall'album, Legendary Child, il cui video è stato pubblicato all'inizio di luglio
Sempre nel 2012, durante il Global Warming Tour, gli Aerosmith hanno supportato l'organizzazione per la protezione della vita marina Sea Shepherd. Joe Perry e Steven Tyler hanno visitato la flotta di Sea Shepherd a Melbourne, in Australia. Hanno invitato l'intero equipaggio, come VIP, al successivo concerto nell'Arena Rod Laver. Steven Tyler ha detto che visitare la flotta è stata una delle esperienze più fantastiche della sua vita e ha chiesto ai fan di ricordare il nome di Sea Shepherd. Il Global Warming Tour è stato accompagnato dagli info point di Sea Shepherd.

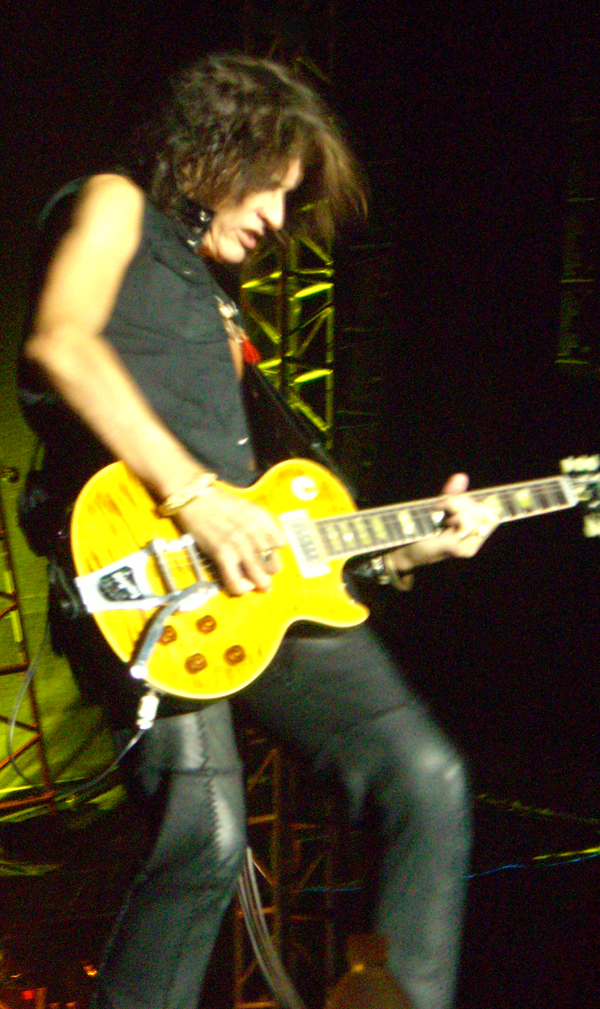
Joe Perry in concerto nel 2007.

Il 6 novembre 2012 esce il nuovo album, dal titolo Music from Another Dimension!. Nel mese di giugno 2013 viene pubblicato l'album dal vivo Rock for the Rising Sun, contenente l'esibizione della band a Tokyo.

### Anni 2020, ritiro dall'attività live
Nel decennio successivo, il gruppo ha progettato due grandi tour per concludere la loro più che cinquantennale carriera, ma complici problemi di rehab di Steven Tyler, la seconda tournée ha subito molti spostamenti di date. Nel settembre 2023, il cantante ha inoltre accusato un infortunio alla laringe, e per il recupero migliore e più veloce possibile si è affidato ad ingenti cure mediche. Nonostante ciò, Tyler continuava a ritrovarsi in grande difficoltà nel seguire il ritmo abituale della band e nel mantenere una sufficiente prestanza vocale. Il 2 agosto 2024, a fronte dei problemi di Tyler, il gruppo ha annunciato sui suoi social, seppur a malincuore, l'annullamento definitivo del tour, nonché il ritiro dall'attività live, ringraziando i fan per il supporto che hanno reso la band americana una delle più importanti realtà della storia del rock.

## Formazione
Formazione attuale
- Steven Tyler – voce, chitarra, tastiera, armonica a bocca, percussioni (1970-presente)
- Joe Perry – chitarra solista, cori (1970-1979, 1984-presente)
- Brad Whitford – chitarra ritmica (1971-1981, 1984-presente)
- Tom Hamilton – basso, cori (1970-presente)
- Joey Kramer – batteria (1970-presente)

Ex componenti
- Ray Tabano – chitarra (1970-1971)
- Jimmy Crespo – chitarra (1979-1984)
- Rick Dufay – chitarra (1981-1984, 2012 solo studio)

Turnisti
- Jesse Sky Kramer – batteria (2002, 2005, 2012-presente) percussioni (2012-2013)
- Buck Johnson – tastiera (2014)
- Richard Supa – chitarra (1979) tastiera (1980)
- Danny Johnson – chitarra
- Michael Schenker – chitarra (1979)
- David Minehan – chitarra (1994)
- Bobby Schneck – chitarra (2009, 2013)
- David Hull – basso (2006, 2009, 2013)
- Bobby Rondinelli – batteria (1983, 1983)
- Steve Ferrone – batteria (1996)
- Brian Tichy – batteria (2013)
- Scott Cushnie – tastiera (1975)
- Mark Radice – tastiera (1978)
- Bobby Mayo – tastiera (1982-1983)
- Thom Gimbel – tastiera (1989-1995)
- Russ Irwin – tastiera (1997-2014)
- David Woodford – sassofono (1973)
- Mindi Abair – sassofono (2012-2013)
- C. Bruce Ost – corno (1987-1988)
- Melanie Taylor – cori (2012-2013)

Cronologia

## Discografia

### Album in studio
- 1973 – Aerosmith
- 1974 – Get Your Wings
- 1975 – Toys in the Attic
- 1976 – Rocks
- 1977 – Draw the Line
- 1979 – Night in the Ruts
- 1982 – Rock in a Hard Place
- 1985 – Done with Mirrors
- 1987 – Permanent Vacation
- 1989 – Pump
- 1993 – Get a Grip
- 1997 – Nine Lives
- 2001 – Just Push Play
- 2012 – Music from Another Dimension!

### Album di cover
- 2004 - Honkin' on Bobo

## Videografia
- 1987 – Aerosmith's Video Scrapbook
- 1987 – Live Texxas Jam '78
- 1988 – 3 X 5
- 1989 – Things That Go Pump in the Night
- 1989 – The Making of Pump
- 1994 – Big Ones You Can Look At
- 2004 – You Gotta Move
- 2013 – Rock for the Rising Sun

## Filmografia
- 1993 – Fusi di testa 2 - Waynestock

### Colonne sonore
- 1990 – Air America: Love Me Two Times
- 1993 – Mrs. Doubtfire: Dude Look Like a Lady
- 1994 – Ace Ventura: l'acchiappanimali: Line up
- 1995 – Cuore cattivo: Season of Whither
- 1998 – Armageddon - Giudizio finale: I Don't Want to Miss A Thing, What Kind of Love Are You On, Sweet Emotion, Come Together
- 2002 – La cosa più dolce: I Don't Want to Miss A Thing
- 2004 – Starsky & Hutch: Sweet Emotion (utilizzata nei titoli di coda)
- 2010 – Red: Back in the Saddle
- 2010 – The Fighter: Back in the Saddle

## Videogiochi
- 1994 – Revolution X
- 2008 – Guitar Hero: Aerosmith

## Tournée
| Anno      | Titolo                             |
| --------- | ---------------------------------- |
| 1970-1972 | Early Days                         |
| 1973      | Aerosmith Tour                     |
| 1974      | Get Your Wings Tour                |
| 1975      | Toys in the Attic Tour             |
| 1976-77   | Rocks Tour                         |
| 1977-78   | Draw the Line Tour                 |
| 1978      | Live! Bootleg Tour                 |
| 1979-80   | Night in the Ruts Tour             |
| 1982      | Rock in a Hard Place Tour          |
| 1984      | "Back in the Saddle" Tour          |
| 1985-86   | Done with Mirrors Tour             |
| 1987-88   | Permanent Vacation Tour            |
| 1989-90   | Pump Tour                          |
| 1993-94   | Get a Grip Tour                    |
| 1997-99   | Nine Lives Tour                    |
| 1999-2000 | Roar of the Dragon Tour            |
| 2001-02   | Just Push Play Tour                |
| 2002      | Girls of Summer Tour               |
| 2003      | Rocksimus Maximus Tour             |
| 2004      | Honkin' on Bobo Tour               |
| 2005-06   | Rockin' the Joint Tour             |
| 2006      | Route of All Evil Tour             |
| 2007      | 2007 World Tour                    |
| 2009      | Guitar Hero: Aerosmith Tour        |
| 2010      | Cocked, Locked, Ready to Rock Tour |
| 2011      | Back On the Road Tour              |
| 2012-14   | Global Warming Tour                |
| 2017      | Aero-Vederci Baby Farewell Tour    |